# Kung Fu Panda (franchise)

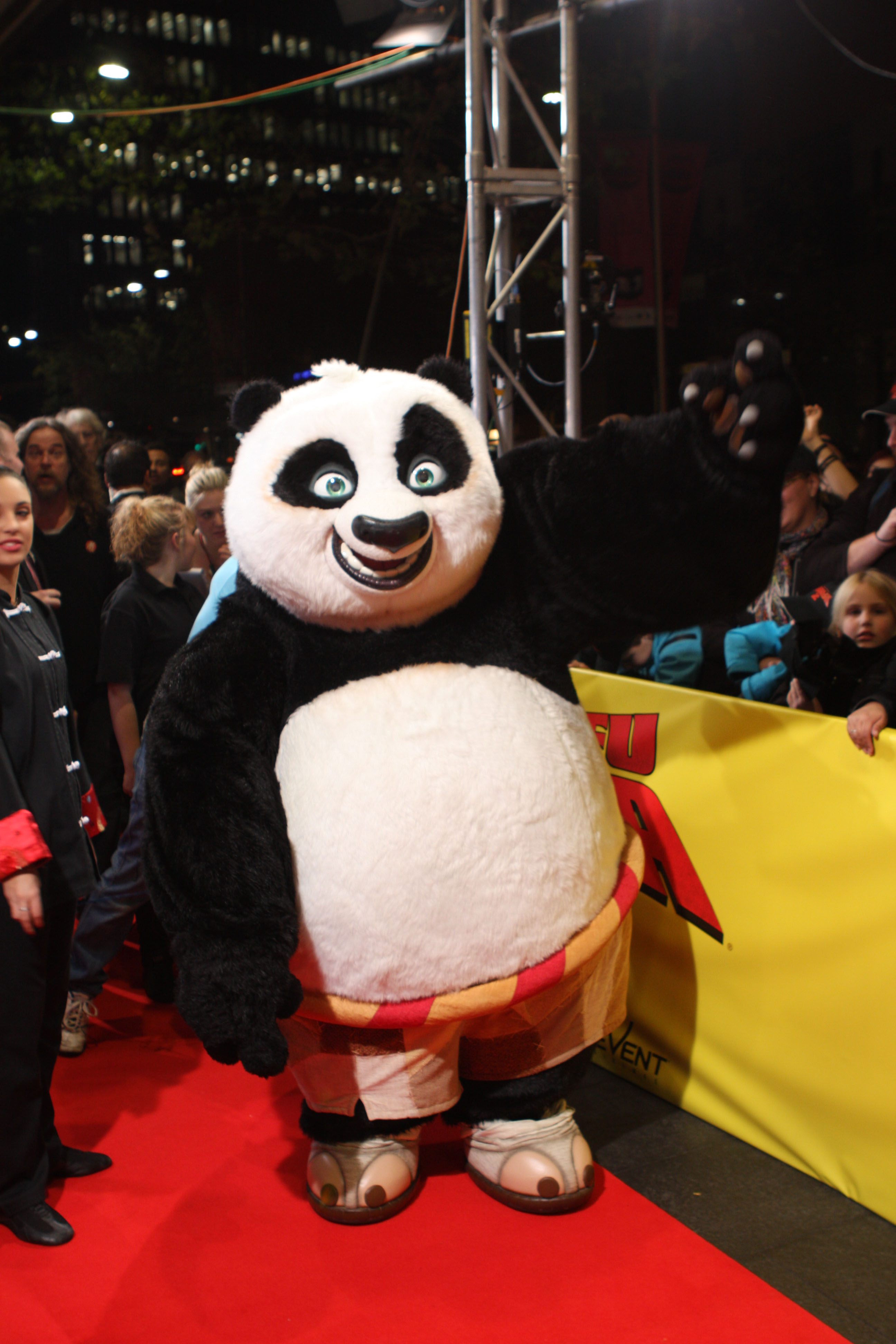
Panda Po

Kung Fu Panda is een Amerikaanse franchise over een reuzenpanda met de naam Po die begon in 2008 als computeranimatiefilm genaamd Kung Fu Panda, die geproduceerd werd door DreamWorks Animation en waarvan ook de vervolg films Kung Fu Panda 2, Kung Fu Panda 3 en Kung Fu Panda 4 door dezelfde filmmaatschappij geproduceerd werden. De eerste twee films werden gedistribueerd werden door Paramount Pictures, de derde film door 20th Century Fox en de vierde film door Universal Pictures.
In de films speelt Po (Jack Black) een onhandige kungfu-meester in het oude China. Overige terugkerende rollen werden vertolkt door Dustin Hoffman als Shifu (kleine panda), Angelina Jolie als Tigress (tijger), Jackie Chan als Monkey (aap), Lucy Liu als Viper (slang), David Cross als Crane kraanvogel), Seth Rogen als Mantis (bidsprinkhaan) en James Hong als Mr. Ping (gans).
Mede door het succes van de lange animatiefilms verschenen er ook vier korte films: Secrets of the Furious Five, Kung Fu Panda Holiday, Kung Fu Panda: Secrets of the Masters en Kung Fu Panda: Secrets of the Scroll. In 2011 bracht Nickelodeon de televisieserie Kung Fu Panda: Legends of Awesomeness uit die gebaseerd is op de films. In 2018 werd door Prime Video de televisieserie Kung Fu Panda: The Paws of Destiny uitgebracht en in 2022 door Netflix de televisieserie Kung Fu Panda: The Dragon Knight.
De filmmuziek van de eerste twee films werden gecomponeerd door Hans Zimmer en John Powell. De twee componeerde in het verleden al meerdere malen voor DreamWorks Animation. Het nummer "Kung Fu Fighting" dat oorspronkelijk van Carl Douglas was werd voor de aftiteling van de eerste film opnieuw gezongen door Cee Lo Green en Jack Black. De muziek voor de aftiteling van de tweede film werd gebruikgemaakt van de originele filmcomposities die geremixt werd door de Nederlander Tom Holkenborg (Junkie XL). Op 25 juli 2014 werd aangekondigd dat Zimmer met het derde deel alleen zal terugkeren.
In 2012 opende het Australische attractiepark Dreamworld (Gold Coast) het themagebied DreamWorks Experience, met onder meer Kung Fu Panda thema's.

## Filmserie

### Kung Fu Panda (2008)
De film ging in première op het filmfestival van Cannes op 15 mei 2008. In Nederland en België verscheen de film op 9 juli 2008. In de eerste film werkt Po in het restaurant van zijn adoptievader. Als Po de verkiezing van de Drakenkrijger wil gaan kijken, wordt hij door Kungfu-meester Oogway aangewezen als nieuwe Drakenkrijger, gebaseerd op een visioen. De andere deelnemers (de vurige vijf) beschouwen dit als een misverstand. Als de gevaarlijke Tai Lung (sneeuwpanter) ontsnapt uit de gevangenis is het land niet meer veilig. Po en de vurige vijf proberen Tai Lung te stoppen. Met meer geluk dan wijsheid lukt het Po, Tai Lung uit te schakelen. De film had een budget van $ 130 miljoen en een opbrengst van $ 631.7 miljoen. Hiermee is het de 3e succesvolste film uit 2008.

### Kung Fu Panda 2 (2011)
De film ging in première in Hollywood op 22 mei 2011. In Nederland en België verscheen de film op 15 juni 2011. In het tweede deel lijkt alles weer rustig in het land. Maar ondertussen is Shen (pauw) in het geheim bezig om het land te veroveren met zijn gevaarlijke vuurwerk-kanon. Kungfu-meester Po die steeds beter wordt in de vechtkunst, gaat de strijd aan tegen Shen. Maar hij moet ook proberen aan innerlijke vrede te vinden. De film had een budget van $ 150 miljoen en een opbrengst van $ 665.6 miljoen. Hiermee is het de 6e succesvolste film uit 2011.

### Kung Fu Panda 3 (2016)
De film ging in première in China op 23 januari 2016. In de Verenigde staten werd de film een week later uitgebracht op 29 januari 2016. De film werd in België in maart 2016 vrijgegeven en in Nederland in april 2016. In het derde deel ontmoet Po zijn biologische vader. De twee reizen naar een geheime pandaparadijs. Een bovennatuurlijke schurk genaamd Kai zorgt voor onrust in het land, als hij iedereen verslaat met chi. Ook Po zal dit moeten kunnen uitoefenen als hij de strijd aangaat met Kai. De film had een budget van $ 145 miljoen en een opbrengst van $ 521.1 miljoen. Hiermee is het de 16e succesvolste film uit 2016.

### Kung Fu Panda 4 (2024)
De film ging in première in Los Angeles op 3 maart 2024. In België verscheen de film op 6 maart 2024 en in Nederland op 20 maart 2024. In het vierde deel is Po voorbestemd om de spirituele gids van de vallei van de vrede te worden. Hij wordt gedwongen op zoek te gaan naar zijn opvolger als de nieuwe drakenkrijger terwijl hij samen vecht met een nieuwe vijand genaamd "The Chameleon". De film had een budget van $ 85 miljoen en een opbrengst van $ 93.1 miljoen.

## Korte films

### Secrets of the Furious Five (2008)
De korte film ging op 9 november 2008 in première in de Verenigde Staten. Het verhaal laat de geschiedenis van de vurige vijf zien.

### Kung Fu Panda Holiday (2010)
De korte film ging op 24 november 2010 in première in de Verenigde Staten. Het verhaal speelt zich af tijdens het winterfeest, Po favoriete feestdag. De film verscheen als televisiespecial speciaal voor de feestdagen.

### Kung Fu Panda: Secrets of the Masters (2011)
De korte film ging op 13 december 2011 in première in de Verenigde Staten. In het verhaal gaat Po na sluitingstijd de 'Hall of Heroes' museum binnen zonder toestemming van master Shifu.

### Kung Fu Panda: Secrets of the Scroll (2016)
De korte film ging op 5 januari 2016 in première in de Verenigde Staten. Het verhaal speelt zich net voor de gebeurtenissen van de eerste film af. Po woont bij Mr. Ping en de vurige vijf zijn bezig om legendarische krijgers te worden.

## Televisieseries

### Kung Fu Panda: Legends of Awesomeness (2011–2014, 2016)
De televisieserie ging in première op 19 september 2011 op de Amerikaanse televisie door Nickelodeon. Van de serie verschenen drie seizoenen, waarvan de laatste tien afleveringen werden uitgezonden in 2016 door Nicktoons. De enige originele stemmen van de filmreeks waren Viper (Lucy Liu) en Mr. Ping (James Hong). Ook had Randall Duk Kim met de stem van Oogway een kleine bijdrage met de twee afleveringen "Ghost of Oogway" en "Enter the Dragon".

### Kung Fu Panda: The Paws of Destiny (2018–2019)
De televisieserie ging in première op 16 november 2018 op de Amerikaanse televisie door Prime Video. Van de serie verschenen twee seizoenen. De enige originele stem van de filmreeks was Mr. Ping (James Hong).

### Kung Fu Panda: The Dragon Knight (2022–2023)
De televisieserie ging in première op 14 juli 2022 op de Amerikaanse televisie door Netflix. Van de serie verschenen twee seizoenen. De enige originele stemmen van de filmreeks waren Po (Jack Black) en Mr. Ping (James Hong).

## Rolverdeling
| Personages | Filmreeks            | Filmreeks              | Filmreeks              | Filmreeks              | Korte films                        | Korte films                  | Korte films                                  | Korte films                                 | Televisieseries                                         | Televisieseries                                | Televisieseries                              |
| Personages | Kung Fu Panda (2008) | Kung Fu Panda 2 (2011) | Kung Fu Panda 3 (2016) | Kung Fu Panda 4 (2024) | Secrets of the Furious Five (2008) | Kung Fu Panda Holiday (2010) | Kung Fu Panda: Secrets of the Masters (2011) | Kung Fu Panda: Secrets of the Scroll (2016) | Kung Fu Panda: Legends of Awesomeness (2011–2014, 2016) | Kung Fu Panda: The Paws of Destiny (2018–2019) | Kung Fu Panda: The Dragon Knight (2022–2023) |
| ---------- | -------------------- | ---------------------- | ---------------------- | ---------------------- | ---------------------------------- | ---------------------------- | -------------------------------------------- | ------------------------------------------- | ------------------------------------------------------- | ---------------------------------------------- | -------------------------------------------- |
| Po         | Jack Black           | Jack Black             | Jack Black             | Jack Black             | Jack Black                         | Jack Black                   | Jack Black                                   | Jack Black                                  | Mick Wingert                                            | Mick Wingert                                   | Jack Black                                   |
| Shifu      | Dustin Hoffman       | Dustin Hoffman         | Dustin Hoffman         | Dustin Hoffman         | Dustin Hoffman                     | Dustin Hoffman               | Dustin Hoffman                               | Dustin Hoffman                              | Fred Tatasciore                                         |                                                |                                              |
| Tigress    | Angelina Jolie       | Angelina Jolie         | Angelina Jolie         | stille cameo           | Tara Strong                        | Angelina Jolie               | Angelina Jolie                               | Kari Wahlgren                               | Kari Wahlgren                                           |                                                |                                              |
| Mantis     | Seth Rogen           | Seth Rogen             | Seth Rogen             | stille cameo           | Max Koch                           | Seth Rogen                   | Seth Rogen                                   | Seth Rogen                                  | Max Koch                                                |                                                |                                              |
| Crane      | David Cross          | David Cross            | David Cross            | stille cameo           | David Cross                        | David Cross                  |                                              | David Cross                                 | Amir Talai                                              |                                                |                                              |
| Viper      | Lucy Liu             | Lucy Liu               | Lucy Liu               | stille cameo           | Jessica DiCicco                    | Lucy Liu                     |                                              | Lucy Liu                                    | Lucy Liu                                                |                                                |                                              |
| Monkey     | Jackie Chan          | Jackie Chan            | Jackie Chan            | stille cameo           | Jaycee Chan                        | Jackie Chan                  |                                              | James Sie                                   | James Sie                                               |                                                |                                              |
| Ping       | James Hong           | James Hong             | James Hong             | James Hong             |                                    | James Hong                   |                                              | James Hong                                  | James Hong                                              | James Hong                                     | James Hong                                   |
| Oogway     | Randall Duk Kim      | stille cameo           | Randall Duk Kim        |                        | Randall Duk Kim                    |                              | Randall Duk Kim                              | Randall Duk Kim                             | Randall Duk Kim                                         | Piotr Michael                                  |                                              |

## Computerspellen

### Kung Fu Panda (2008)
Kung Fu Panda is een actiespel en is het eerste computerspel dat gebaseerd is op de gelijknamige film en werd op 3 juni 2008 vrijgegeven door Activision. Het spel is beschikbaar voor Microsoft Windows (PC), Nintendo DS, PlayStation 2, PlayStation 3, Wii en Xbox 360.

### Kung Fu Panda: Legendary Warriors (2008)
Legendary Warriors is een action-adventure spel en werd op 5 november 2008 vrijgegeven door Activision. Het spel is beschikbaar voor Nintendo DS en Wii.

### Kung Fu Panda World (2010)
Kung Fu Panda World is een massively multiplayer online game en werd op 12 april 2010 vrijgegeven door DreamWorks Animation.

### Kung Fu Panda 2 (2011)
Kung Fu Panda 2 is een actie-adventure spel dat gebaseerd is op de gelijkname film en werd op 24 mei 2011 vrijgegeven door THQ. Het spel is beschikbaar voor Nintendo DS, PlayStation 3, Wii en Xbox 360.

### Kung Fu Panda: Showdown of Legendary Legends (2015)
Showdown of Legendary Legends is een vechtspel en werd op 27 november 2015 vrijgegeven door Little Orbit. Het spel is uitgebracht voor Microsoft Windows (PC), Nintendo 3DS, PlayStation 3, PlayStation 4, Wii, Xbox 360 en Xbox One.

## Soundtracks

### Kung Fu Panda
Het album werd op 3 juni 2008 uitgebracht door Interscope Records en bevat de originele filmmuziek van Hans Zimmer en John Powell die werd uitgevoerd door de gebruikelijke klassieke muziekinstrumenten in combinatie met traditionele Chinese muziekinstrumenten. De dirigent van het orkest was Gavin Greenaway.

### Kung Fu Panda 2
Het album werd op 23 mei 2011 uitgebracht door Varèse Sarabande en bevat de originele filmmuziek van Hans Zimmer en John Powell die werd uitgevoerd op dezelfde wijze als de muziek van de vorige film.

### Kung Fu Panda 3
Het album werd op 22 januari 2016 uitgebracht door Sony Classical en bevat de originele filmmuziek gecomponeerd door Hans Zimmer. De muziekstijl is op dezelfde wijze geproduceerd als bij voorgaande delen. Sommige composities uit het eerste deel zijn verwerkt in het nieuwe materiaal. De Chinese pianist Lang Lang speelde met zijn piano op enkele nummers mee.

### Kung Fu Panda 4
Het album werd op 8 maart 2024 uitgebracht door Back Lot Music en bevat de originele filmmuziek gecomponeerd door Hans Zimmer en Steve Mazzaro. De muziekstijl is op dezelfde wijze geproduceerd als bij voorgaande delen. Sommige composities uit de vorige delen zijn verwerkt in het nieuwe materiaal. Een cover van Britney Spears' "...Baby One More Time" uitgevoerd door Tenacious D diende als aftiteling.